# 9017 Бабаджанян
9017 Бабаджанян (9017 Babadzhanyan) — астероїд головного поясу, відкритий 2 жовтня 1986 року.
Тіссеранів параметр щодо Юпітера — 3,383.